# Ferdinand Moritz Delmar
Freiherr Ferdinand Moritz Delmar, geb. Salomon Moses Levy (* 21. März 1781 in Charlottenburg; † 27. November 1858 in Paris) war ein wohlhabender preußischer Bankier und gehörte zu den großen preußischen Hoffaktoren des 19. Jahrhunderts. Er besaß auch Kaffee- und Teeplantagen in Sri Lanka (Ceylon), einschließlich des namensgebenden Anwesens Delmar.

## Leben und Wirken
Salomon Moses Levy wurde in Charlottenburg in eine jüdische Familie geboren, die aus Posen stammte und 1785 von Friedrich dem Großen die Rechte christlicher Kaufleute erhalten hatte. Delmars Vater war Moses Salomon Levy, genannt „Chalfan“, ebenfalls Bankier und Getreidehändler, seine Mutter Belle die Tochter des Hofbankiers Ruben Hesse Goldschmidt in Kassel. Seine Tante Sara Levy, Mäzenin und Musikerin, war in der Berliner Gesellschaft für ihren Salon bekannt, in dem bekannte Größen ihrer Zeit verkehrten.
Als Bankier war Delmar beteiligt an der preußischen Kriegskontribution nach dem Frieden von Tilsit und an Anleihen für Berlin, die Kur- und Neumark und für das französische Gouvernement. 1812 gewährte er dem preußischen Staat eine Großanleihe.
Im Jahr 1809 erbte er die Firma Delmar & Co., nahm zusammen mit seinen Brüdern den Namen Delmar an (was vom Meer bedeutet) und wurde Christ.
Im selben Jahr wurde er auch Stadtrat von Berlin. In der Berliner Gesellschaft gehörte er zu den Sympathisanten der Franzosen. 1810 erhielt er auf Intervention des französischen Gesandten den Titel Freiherr von Delmar. Nach den Befreiungskriegen verlegte er seinen Wohnsitz nach Paris. Dort heiratete er 1830 Emily Rumbold (1790–1861), die Tochter von Sir George Rumbold und gründete ein Erziehungsinstitut für verarmte Adlige, wofür er aus seinem Riesenvermögen 1½ Millionen Franc stiftete.
Nach dem Tode von Emilys Bruder William adoptierte das Paar 1836 dessen Tochter Emily Victorine Elizabeth Rumbold.
Die Firma Delmar ging 1825 in Konkurs und die  Liegenschaften in Ceylon wurden an die Barings Bank verpfändet. Nach dem Tod der Adoptiveltern erbte Emily (die Adoptivtochter) die Liegenschaften, die immer noch mit einer Hypothek belastet waren. Die Fakten sind durch einen langjährigen Rechtsstreit gut dokumentiert.